# Vice City
Vice City is een fictieve stad gebaseerd op Fort Lauderdale (Florida), die door Rockstar North in de spellen Grand Theft Auto, Grand Theft Auto: Vice City en Grand Theft Auto: Vice City Stories gebruikt is. In de GTA III-era-weergave is de stad tevens gebaseerd op de films Scarface en Miami Vice.

## Grand Theft Auto-weergave
Hierin bestaat Vice City uit één groot en een tweede kleiner eiland die via bruggen met elkaar in verbinding staan. Vice City is de derde en laatste stad die beschikbaar wordt in het spel.

## Grand Theft Auto: Vice City-weergave
Hier is Vice City een stad gelegen op een eilandarchipel die bestaat uit drie kleine en twee grote eilanden. Het jaartal waarin de stad zich bevindt is 1984 en 1986.

### West Island (Vice City Mainland)
Op dit eiland zijn er veel bedrijven te vinden met meer industrie tegenover East Island Beach.
Kaufman Cabs (taxibedrijf), Sunshine Autos (autoshowroom), Cherry Poppers (ijscofabriek en verborgen drugstransport/verkoop). Elk van deze bedrijven kan je kopen tijdens de verhaallijn van het spel in Grand Theft Auto: Vice City. Ook het vliegveld (Escobar International Airport) is hier te vinden. Hier landt om de 30 seconden een passagiersvliegtuig. In het zuiden is de haven te vinden (Vice Port). Verder heb je nog Fort Baxter Airbase. Dit is de legerbasis van Vice City.

### East Island (Vice City Beach)
Dit is het oostelijke grote eiland, het bevat onder meer vele hotels, een groot winkelcentrum en in 1984 (Vice City Stories) was er ook een pretpark te vinden. Het bevat ook een discotheek, de Malibu Club genaamd, een stripclub en een groot strand. Op dit strand staat een vuurtoren. Dit is het eerste eiland waarin je kunt spelen in GTA: Vice City. Door de vrees voor een tornado in 1986 werd de verbinding tussen het westelijke en oostelijke Vice City en Starfish Island tijdelijk geblokkeerd. Het eerste safehouse in GTA: Vice City is een eenvoudig hotel met uitzicht op het strand (Ocean Beach).

### Starfish Island
Dit eiland is een klein, stuk van Vice City, het staat volgebouwd met villa's en zwembaden. Alleen de elite woont er, blikvanger van dit eiland is het Diaz- of Vercetti Mansion (een grote villa die eerst onder de naam van Ricardo Diaz staat, maar later wordt overgenomen door Tommy Vercetti en Lance Vance, die Ricardo Diaz vermoorden). Het is een grote villa, die in GTA: Vice City Stories (1984) nog niet helemaal afgewerkt is, het heeft tal van zwembaden, een vijver en aanlegsteiger.

### Prawn Island
Prawn Island is een klein eilandje verbonden door twee bruggen. Het enige wat hier ligt zijn drie verlaten villa's, een aantal met rolluiken afgesloten gebouwen en een filmstudio. Deze filmstudio (InterGlobal Films) stond te koop voor $60.000 waarna Tommy Vercetti het opkocht. In het spel GTA: Vice City Stories zijn de villa's nog niet in zo'n slechte staat omdat GTA: Vice City Stories zich twee jaar eerder afspeelt dan GTA: Vice City. De reden waarom de villa's in zo'n slechte staat zijn is simpel te verklaren omdat op het einde de bewoners van de huizen (twee drugsbazen) omgelegd worden, waardoor de huizen in verval raken, maar later door leden van een bende worden bewoond.

### Leaf Links Golf Course
Zoals de naam al doet vermoeden is dit de enige golfclub van Vice City. Dit eiland is groot in verhouding tot de andere kleine eilanden bij Vice City, maar relatief weinig bevolkt en bebouwd.

## Vice City 1984
Grand Theft Auto: Vice City Stories speelt zich af in dezelfde stad als GTA: Vice City maar dan twee jaar eerder in de tijd, 1984 dus. Omdat het spel zich eerder afspeelt, zijn diverse gebouwen nog in aanbouw, of staan er nog terwijl ze in de "gewone" GTA: Vice City al gesloopt zijn. Tussen Escobar International Airport en Sunshine Auto's op West Island loopt in 1984 zelfs nog een weg die in 1986 nergens meer te bekennen is. Ook hebben veel gebouwen in Vice City plaats moeten maken voor de Empire Building-optie, waarbij er verschillende soorten bedrijven opgebouwd en onderhouden kunnen worden.